# Halowe Mistrzostwa Europy w Lekkoatletyce 1973 – skok w dal mężczyzn
Skok w dal mężczyzn – jedna z konkurencji technicznych rozgrywanych podczas halowych lekkoatletycznych mistrzostw Europy w hali Ahoy w Rotterdamie. Rozegrano od razu finał 10 marca 1973. Zwyciężył reprezentant Republiki Federalnej Niemiec Hans Baumgartner, który był mistrzem w tej konkurencji w 1971. Tytułu zdobytego na poprzednich mistrzostwach nie obronił Max Klauß z Niemieckiej Republiki Demokratycznej, który tym razem wywalczył srebrny medal.

## Rezultaty
Rozegrano od razu finał, w którym wzięło udział 8 skoczków.

Opracowano na podstawie materiału źródłowego.
| Poz. | Zawodnik          | Reprezentacja   | Próby | Próby | Próby | Próby | Próby | Próby | Wynik |
| Poz. | Zawodnik          | Reprezentacja   | 1     | 2     | 3     | 4     | 5     | 6     | Wynik |
| ---- | ----------------- | --------------- | ----- | ----- | ----- | ----- | ----- | ----- | ----- |
| 01 ! | Hans Baumgartner  | RFN             | 7,85  | x     | x     | x     | 7,77  | x     | 7,85  |
| 02 ! | Max Klauß         | NRD             | 7,62  | x     | x     | x     | x     | 7,83  | 7,83  |
| 03 ! | Grzegorz Cybulski | Polska          | 7,66  | 7,81  | 7,76  | x     | 7,61  | x     | 7,81  |
| 4.   | Jaroslav Brož     | Czechosłowacja  | x     | 7,52  | 7,58  | x     | x     | 7,69  | 7,69  |
| 5.   | Phil Scott        | Wielka Brytania | x     | x     | 7,48  | 6,80  | x     | x     | 7,48  |
| 6.   | Rafael Blanquer   | Hiszpania       | 7,37  | 7,32  | 5,06  | x     | 5,45  | 7,46  | 7,46  |
| 7.   | Norbert Teipel    | RFN             |       |       |       |       |       |       | 7,33  |
| 8.   | Milan Spasojević  | Jugosławia      |       |       |       |       |       |       | 7,27  |